# 별의 전쟁
별의 전쟁(Light of the Stars)는 글래디에이터 게임즈가 개발하고 모비게임즈가 배급하는 모바일 게임이다. 2024년 1월 16일부터 2024년 1월 23일까지 베타테스트를 진행하였다. 2024년 2월 15일에 사전 예약이 시작되었으며 안드로이드와 iOS용으로 구글 플레이, 앱스토어, 원스토어에 4월 18일에 출시되었다.